# Ceriantharia
Ceriantharia é uma subclasse de animais cnidários antozoários conhecidos popularmente como anêmonas-de-tubo ou ceriantos. Eram agrupados junto com as anêmonas-do-mar na ordem Actiniaria, porém foram evidenciadas diferenças moleculares e morfológicas o suficiente para que esses organismos fossem colocados como uma subclasse de Anthozoa.  São animais solitários e membros da infauna, vivendo parcialmente enterrados no substrato. 
Diferente das anêmonas-do-mar, os ceriantos possuem dois ciclos de tentáculos, sendo um marginal (periférico) e outro labial (ao redor da boca). Esses animais produzem um tubo ao redor de sua coluna, utilizando muco, sedimento e secreções de um tipo de cnidócito exclusivo, chamado de pticocisto. 